# Henri Vacherie
Henri Vacherie est un homme politique français né le 25 juin 1847 à Rancon (Haute-Vienne) et décédé le 7 juillet 1917 à Rancon

## Biographie
Médecin, il est maire de Rancon et président du conseil général de la Haute-Vienne (1901-1910). Il est député de la Haute-Vienne de 1889 à 1898 et de 1902 à 1909, puis sénateur de la Haute-Vienne de 1909 à 1917. Inscrit au groupe de la Gauche démocratique, il se montre un parlementaire discret, qui se consacre en particulier aux dossiers d'intérêt local.

## Sources
- « Henri Vacherie », dans le Dictionnaire des parlementaires français (1889-1940), sous la direction de Jean Jolly, PUF, 1960 [détail de l’édition]
- Ressources relatives à la vie publique :   - Sénat
  - Base Sycomore